# Максім Дюпе
Максім Дюпе (фр. Maxime Dupé, нар. 4 березня 1993, Малеструа, Франція) — французький футболіст, воротар бельгійського «Андерлехта».

## Ігрова кар'єра

### Клубна
Максім Дюпе є вихованцем клубу «Нант», де він починав грати у молодіжній команді з 2008 року. З 2012 року воротаря почали залучати до тренувань першої команди і він продовжив виступи у дублі «Нанту». Свою дебютну гру в основі Дюпе провів у лютому 2014 року.
Сезон 2019/20 воротар провів, граючи в оренді у клубі Ліги 2 «Клермон». 
Після чого влітку 2020 року воротар перейшов до «Тулузи», з якою у 2022 році став переможцем Ліги 2.

### Збірна
Максім Дюпе у 2013 році у складі юнацької збірної Франції (U-20) брав участь у переможному для його команди молодіжному чемпіонаті світу, що проходив на полях Туреччини.

## Титули і досягнення
Тулуза
- Переможець Ліги 2: 2021/22
- Володар Кубка Франції: 2022/23

Франція (U-20)
- Переможець молодіжного чемпіонату світу: 2013